# Juan Roa Sierra
Juan Roa Sierra (4 de novembro de 1921 - 9 de abril de 1948) foi um colombiano conhecido por assassinar o líder liberal colombiano e candidato presidencial Jorge Eliécer Gaitán em 9 de abril de 1948. Depois de atirar em Gaitán três vezes, ferindo-o mortalmente, uma multidão perseguiu Roa Sierra que caiu e o mataram. O assassinato de Gaitan desencadeou El Bogotazo, tumultos que destruíram parcialmente Bogotá e levaram a La Violencia, um período de violência que durou até aproximadamente 1958.